# Гимн Камбоджи
«Величественное Королевство» (кхмер. បទនគររាជ, Бат Ноко Реать) — государственный гимн королевства Камбоджи, также является названием древнего королевства кхмеров.

## История
Он был основан на камбоджийской народной мелодии и написан Чоном Натом, а затем отредактирован Ф. Перрюшо и Дж. Джекиллом. Первоначально был принят в качестве гимна в 1941 году и повторно утверждён в 1947, во времена независимости от Франции. В 1970 после свержения Лоном Нолом монархии и короля Нородома Сиануку и установления республики, вместе с этим был сменён и гимн. После победы коммунистов в 1975 на короткое время была восстановлена королевская символика. Красные кхмеры заменили часть текста гимна фрагментом из Dap Prampi Mesa Chokchey («Славное семнадцатое апреля»). После того, как роялистская партия ФУНСИНПЕК победила на выборах 1993 года бывших коммунистов, королевский гимн «Бат Ноко Рыать» был восстановлен в статусе государственного.

## Текст гимна
| На кхмерском языке សូមពួកទេវត្តា រក្សាមហាក្សត្រយើង អោយបានរុងរឿង ដោយជ័យមង្គល សិរីសួស្តី យើងខ្ញុំព្រះអង្គ សូមជ្រកក្រោមម្លប់ ព្រះបារមី នៃព្រះនរបតី វង្សក្សត្រាដែលសាងប្រាសាទថ្ម គ្រប់គ្រងដែនខ្មែរ បុរាណថ្កើងថ្កាន ។ ប្រាសាទសីលា កំបាំងកណ្តាលព្រៃ គួរអោយស្រមៃ នឹកដល់យសស័ក្តិ មហានគរ ជាតិខ្មែរដូចថ្ម គង់វង្សនៅល្អ រឹងប៉ឹងជំហរ យើងសង្ឃឹមពរ ភ័ព្វព្រេងសំណាងរបស់កម្ពុជា មហារដ្ឋកើតមាន យូរអង្វែងហើយ ។ គ្រប់វត្តអារាម ឮតែសូរស័ព្ទធម៌ សូត្រដោយអំណរ រំឮកគុណពុទ្ធសាសនា ចូរយើងជាអ្នក ជឿជាក់ស្មោះស្ម័គ្រតាមបែបដូនតា គង់តែទេវត្តានឹង ជួយជ្រោមជ្រែង ផ្គត់ផ្គង់ប្រយោជន៍ឱយ ដល់ប្រទេសខ្មែរ ជាមហានគរ ។ | В практической транскрипции Сом пуок тевотда реокса моха ксат йэнг Аой бан рун рыанг даой тьей монгкол серей суосдей Йэнг кхньом прэах анг сом тьрок краом млуп прэах барамей Ней прэах норобадей вонг ксатра даель санг прасат тхма Круп кронг даен Кхмае боран тхкаонг тхкан Прасат сейла камбанг кандаль прей Куо аой срамай нык даль сак Моха Ноко Тьиэт Кхмае доук тхма кунг вонг ныв ла рынг пэнг тьумха Йэнг Санкхэнм по пхоар преинг самнанг рабах Кампутьиэ Моха рат каэт миэнг йу ангваенг хаэй Круп ват арам лы тае со сап тхоа Сот даой амна румлык кун куп сахсна Тьо йэнг тьиэ неок тьыэ тьеок смах смак там баеб дон та Кунг тае тевотда нынг тьуой тьром тьрэнг пкат пканг прайаоть аой Даль пратех Кхмае тьиэ Моха Ноко |

На русском языке
Небеса, да храните нашего Короля

И даруйте счастье и славу ему

Быть властителем наших судеб и душ,

Того, кто унаследовал от созидательных

Монархов, правленье древним гордым Королевством.

Храмы, что дремлют в лесу,

Воспоминают о блеске Моха Нокор.

Как скала, кхмерская нация вечна.

Будем верить в судьбу Кампучии,

Империи, бросившей вызов векам.

От пагод возносятся песни

Во славу религии буддистской святой.

Наших предков будем преданны вере,

Тогда небеса расточат свою щедрость

К древней кхмерской стране, Моха Нокор.